# Land Rover Series
Land Rover Series I, II, IIA og III er en serie nyttekøretøjer med firehjulstræk produceret af britiske Land Rover fra 1948-85. Modelserien blev afløst af 110, produktionen af denne startede i 1983 og blev senere kendt som Defender.
Det, som kendetegnede Land Rovere fra denne periode var firehjulstræk, spartansk interiør og en meget enkel opbygging. Alle modelerne havde valgbar firehjulstræk, stive aksler ophængt i bladfjedre, ramme af stål og karosseri af aluminium.

## Modeller

### Series I
Land Rover Series I (1948-58) 80", 86", 88"/107", 109"
Land Rover Series I var den første model Land Rover byggede. Series I blev lanceret i April 1948 på en biludstilling i Amsterdam.
Den første prototype af i alt 48 blev bygget i sommeren 1947.
Series I havde som sine efterfølgere et aluminiums karosseri på en stigeramme af stål

### Series II
Land Rover Series II (1958 – 1961) 88"/109"
Serie II afløste Serie I i april 1958.
Serie II fik afrundede sider på ladet, større sporvidde, og den velkendte 2,25 liter benzinmotor.
Med Serie II fik Land Rover sin velkendte form, og den dag i dag passer adskillige karroseridetaljer fra en Serie II på en fabriksny defender.

### Series IIA
Land Rover Series IIA (1961-1971) 88"/109"
Med Series IIA kom en del forbedringer. Disse kom i skikkelse af en 2,25 liter dieselmotor, små ændringer i instrumentbrædtet samt kosmetiske ændringer.
I 1967 kom der yderligere en 2,6 liter 6 cylindret motor til 109" udgaven.
Serie IIA blev desuden lavet som en Land Rover Lightweight-model.

### Series III
Land Rover Series III (1971 – 1985) 88"/109"
Formen er næsten uændret i forhold til Serie II og IIA, men med III kom der en del mindre ændringer.
Forlygterne blev flyttet ud i forskærmene, instrumentbrædtet blev flyttet frem foran føreren og ikke mindst fik Series III en fuldt syncroniseret gearkasse.
I 1976 rullede Land Rover nummer 1.000.000 af samlebåndet.
Serie III blev desuden lavet som en Land Rover Lightweight-model.